# Het geschenk van Caesar
Het geschenk van Caesar (1974) is een stripalbum uit de Asterix-reeks. Het verhaal is een parodie op verkiezingen.

## Het verhaal
Twee legionairs vieren in een kroeg in Rome dat ze hun diensttijd van 20 jaar bijna hebben voltooid en dat ze de volgende dag hun honesta missio (eervol ontslag) krijgen van Caesar persoonlijk. Een van hen, Bacchionysus, beledigt Caesar in zijn dronkenschap en wordt gearresteerd. Bij het afzwaaien van de legionairs krijgt iedere oudgediende een stuk grond als geschenk. Caesar geeft Bacchionysus een Gallisch dorp als cadeau. De dronkaard verkoopt zijn geschenk voor een amfoor wijn aan de kroegbaas Appendix, die wel oren heeft naar een leven als stamhoofd. Hij vertrekt naar het dorp met zijn vrouw Angina en zijn dochter Coriza om dat als zijn eigendom op te eisen.
Het blijkt het dorp van Asterix te zijn, wat Caesar natuurlijk opzettelijk weggegeven had om de dronkaard een lesje te leren.
Heroix lacht Appendix aanvankelijk vierkant uit: Caesar kan immers niet iets weggeven wat niet van hem is. Als gebaar van goede wil mag Appendix wel een herberg in het dorp vestigen. Appendix vindt dat wel prima, maar zijn vrouw niet, zij ziet haar status als vrouw van een grootgrondbezitter verdampen. Bovendien botert het niet tussen haar en de vrouw van Heroix. Angina zorgt ervoor dat Appendix zich verkiesbaar stelt voor de positie van stamhoofd, door hem te kleineren met hoe haar broer wel succesvol wist te zijn.
Heroix neemt de uitdaging aan en een verkiezingsstrijd ontstaat waarin beiden de gunsten van de dorpsbewoners trachten te winnen. Heroix koopt bijvoorbeeld twaalf aambeelden om vervolgens te beweren dat de aambeeldverkoop dankzij hem met 100% gestegen is. Coriza probeert Obelix het hoofd op hol te brengen, wat ze ook tevergeefs met Asterix probeert te doen, tot woede van Obelix. En Angina stookt waar ze kan. Verbolgen hieromtrent sluit Panoramix zich van de dorpelingen af, waardoor er geen toverdrank meer beschikbaar is.
Intussen verschijnt Bacchionysus, die spijt heeft van de verkoop van zijn stuk grond. Hij probeert zijn geschenk terug te krijgen. Asterix jaagt hem het dorp uit, waarop hij zijn beklag doet bij het Romeinse legerkamp. De centurio besluit dat deze vernedering ontoelaatbaar is en maakt katapulten gereed. Terwijl de dorpsbewoners een verkiezingsbijeenkomst houden, regent het ineens stenen. Dit brengt het dorp bij zinnen en tegenover het gevaar verbroederen ze, waarop Panoramix zijn toverdrank weer vrij geeft. Ze geven de Romeinen een flink pak slaag en zijn weer eensgezind. Appendix wil geen stamhoofd meer worden en verlaat het dorp om terug te keren naar Lutetia, al is hij in het dorp nu meer dan welkom. De goede afloop wordt gevierd met een feest onder de sterren.

## Personen
- Bacchionysus (Frans: Roméomontaigus) is een dronkaard die Caesar beledigt en daarvoor het dorp als "geschenk" krijgt. Zijn naam is een samentrekking van Dionysos en Bacchus, de Griekse en Latijnse naam van de god van drank en genot. De oorspronkelijke naam is dan weer een woordspeling verwijzend naar Romeo Montague uit William Shakespeares Romeo en Julia.
- Appendix (Frans: Orthopédix), de herbergier die het geschenk van Caesar verkrijgt voor een fles wijn.
- Angina is Appendix' twistzieke en eerzuchtige vrouw. Haar naam is afgeleid van de kwaal angina pectoris of tonsillitis, ook wel angina.
- Coriza (Riza) is Appendix' puberende dochter. Haar naam is afgeleid van het Franse woord voor niesziekte.
- Agraricus (Frans: Claudius Bouilleurdecrus) is de kameraad van Bacchionysus die eveneens een geschenk heeft gekregen. Het boerenleven bevalt hem toch niet zo en dus tekent hij bij voor het leger, met promotie. Daarna wordt hij, afhankelijk van de Romeinse successen en nederlagen die hem nagehouden worden, meermalen gedegradeerd en gepromoveerd. Gebaseerd op Yves Montand. Zijn naam is een verwijzing naar landbouwkunde.

## Trivia
- Het is inderdaad gebruik geweest in het Romeinse Rijk dat oud-soldaten een stuk grond in de koloniën kregen als beloning;
- Appendix, Angina en Coriza zijn alle drie genoemd naar ziekten en kwalen, misschien omdat ze het dorp als een virus infecteren door er tweedracht te zaaien;
- Asterix snijdt tijdens een zwaardgevecht een letter "Z" op Bacchionysus' tuniek. De "Z" staat voor "Zaza", de bijnaam van Coriza, maar is ook een overduidelijke knipoog naar Zorro. Tijdens het gevecht citeert Asterix in de originele Franstalige versie ook uit het toneelstuk Cyrano de Bergerac. In de Nederlandstalige versie wordt de verwijzing ietwat meer obscuur, als Bacchionysus Asterix afdreigt zijn neus niet in zijn zaken te moeten steken, en Asterix reageert door te stellen dat het niet netjes is over zijn eigen neus te spreken, daar hij zelf zich niet over de zijne uit laat.
- Het is overigens nog maar de tweede keer dat Asterix zijn zwaard daadwerkelijk gebruikt: de vorige keer was in Asterix en de koperen ketel tegen Moraalelastix.
- Kakofonix zit bij het slotbanket het einde van het verhaal niet vastgebonden.
- Dit album introduceert de twee - uiteindelijk - vaste dragers van Heroix: een kleine met een gestreepte broek en een langere met een helm en hes. Vóór dit album had Heroix in bijna elk album weer andere dragers.
- Een van de afzwaaiende legionairs is een karikatuur van Pierre Tchernia, een Franse tv-vedette en vriend van Uderzo, die in meerdere albums voorkomt als karikatuur.